# Монгольская палеонтологическая экспедиция Академии наук СССР (1946—1949)
Монгольская палеонтологическая экспедиция АН СССР (1946—1949) — экспедиция, организованная Палеонтологическим институтом АН СССР, для исследования мезозойских и кайнозойских континентальных отложений на территории Монголии (Монгольской Народной Республики). Экспедиция, продолжавшаяся четыре года, работала в тяжёлых условиях бездорожья и удалённости от баз снабжения. Часть маршрутов проходила в мало исследованных ранее районах Монгольской Гоби. Несмотря на трудности, работа была выполнена блестяще, а результаты и палеонтологические сборы превысили самые смелые ожидания.

## Участники

Участники Монгольской палеонтологической экспедиции (1948 г.). Слева направо: 1 ряд: Н. И. Новожилов, Е. А. Малеев; 2 ряд: Ван Фун-Ду, М. Ф. Лукьянова, Я. М. Эглон, В. И. Пронин, И. А. Ефремов, Т. Г. Безбородов, Н. А. Шкилев; 3 ряд: Н. А. Брилев, И. Н. Жилкин, И. Н. Сизов, Н. П. Вылежанин, В. А. Пресняков, А. К. Рождественский, Якубович, Н. З. Корнилов; 4 ряд: П. Н. Климов, Н. Л. Баранов, И. С. Сидоров, И. И. Лихачёв, И. М. Александров, П. А. Игнатов.

Руководил экспедицией заведующий отделом древних позвоночных Палеонтологического института профессор И. А. Ефремов. В разные годы в работах принимали участие: директор Палеонтологического института АН СССР профессор Ю. А. Орлов; палеонтологи: В. И. Громов, К. К. Флёров, Я. М. Эглон, А. К. Рождественский, Н. И. Новожилов, Е. А. Малеев, В. И. Пронин, А. А. Кирпичников, Н. Л. Прозоровский; препаратор М. Ф. Лукьянова и другие.

## История
Первыми в Центральную Азию отправились американские ученые, организовавшие по инициативе выдающегося американского палеонтолога профессора Г. Ф. Осборна (1857—1935) крупную комплексную экспедицию (1918—1930). В ней приняли участие видные геологи, палеонтологи, зоологи, археологи и топографы во главе с профессором Р. Ч. Эндрьюсом (1884—1960). Палеонтологическим работам было уделено особое внимание, и их возглавлял известный специалист по ископаемым позвоночным профессор В. Грэнджер (1872—1941). Центрально-Азиатская экспедиция открыла на территории Внутренней и Внешней Монголии ряд местонахождений меловых динозавров и третичных млекопитающих, среди которых подавляющее большинство принадлежало новым, неизвестным ранее, вымершим животным.
В 1925 году была создана Монгольская комиссия АН СССР.
На территории СССР не было крупных местонахождений аналогичных фаунистических комплексов, поэтому подобная экспедиция представляла огромный интерес. Первоначально экспедиция намечалась на 1941 год, но не состоялась из-за начавшейся Великой Отечественной войны.

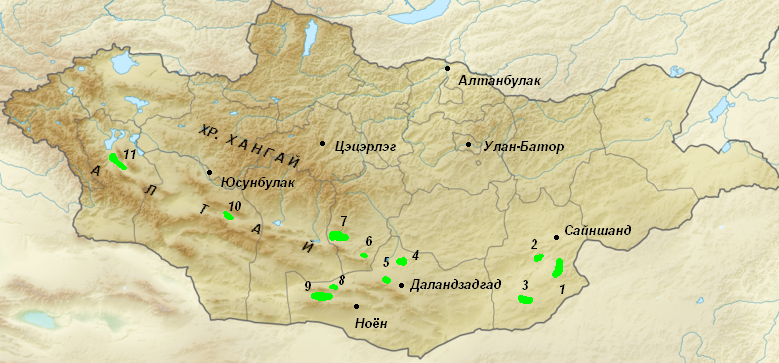
Основные районы раскопочных работ Монгольской палеонтологической экспедиции АН СССР (1946—1949): 1 — Баин-Ширэ, 2 — Хара-Хутул-Ула, 3 — Эргиль-Обо, 4 — Ологой-Улан-Цаб, 5 — Баин-Дзак, 6 — Оши-Нуру, 7 — Орок-Нор, 8 — Ширэгин-Гашун, 9 — Нэмэгэту, 10 — Бегер-Нур, 11 — Дзергенская котловина

### Первая Монгольская экспедиция 1946 года
В 1946 году, после окончания войны, небольшая экспедиция рекогносцировочного типа выехала в Монголию. Уже первые находки показали перспективность дальнейших поисков. Были открыты: уникальное «кладбище динозавров» в Нэмэгэтинской котловине Заалтайской Гоби и местонахождение Баин-Ширэ на юго-востоке страны, обследовано местонахождение Баянзаг, где в 1923 году американская Центрально-Азиатская экспедиция обнаружила кладки яиц динозавров рода протоцератопс.
Всего сборы этого года составили около 70 тонн коллекций.

### Вторая Монгольская экспедиция 1947—1948 годов
Подготовка новой экспедиции в Монголию началась ещё в 1947 году. Она была оснащена автотранспортом, большим запасом горючего, а также инструментами и материалами, необходимыми для извлечения и перевозки каменных монолитов и отдельных находок.
Было обнаружено и собрано огромное количество окаменевших костей, черепов и скелетов динозавров. Особый интерес представляют найденные в этом году полные скелеты динозавров: таларурус (местонахождение Баин-Ширэ), протоцератопсы и пинакозавр (первоначально названный сирмозавром) (Баянзаг), тарбозавры и зауролофы (Нэмэгэту).
В местонахождении Баянзаг собраны коллекции яиц динозавров рода протоцератопс. В Нэмэгэту обнаружены отпечатки шкуры динозавров.
Очень большой материал был получен по млекопитающим. Собраны черепа и кости палеогеновых млекопитающих — протэмболотерий, гиенодон, халикотерий, энтелодонт (Эргиль-Обо); продиноцерат (Гашату); млекопитающих индрикотериевой фауны: белуджитерий, грызуны, мелкие хищники, копытные (Татал-Гол).

### Третья Монгольская экспедиция 1949 года
Продолжались работы по извлечению скелетов динозавров в местонахождении, названном «Могила дракона», в Нэмэгэту. Были найдены и собраны млекопитающие позднетретичной гиппарионовой фауны: хилотерии, жирафы, гиппарионы, мастодонты (Бэгэр-Нур, Алтан-Тээли).
В работе экспедиции принимал участие кинооператор Н. Л. Прозоровский, снявший документальный фильм о работе экспедиции, природе Монголии и её жителях.

### Планы на 1950 год
Планировавшиеся на этот год работы не состоялись.

## Результаты
Монгольская палеонтологическая экспедиция была одной из самых крупных и самых значительных по своим открытиям в истории русской палеонтологии. Нэмэгэтинская котловина, в которой экспедиция открыла наиболее интересные местонахождения крупных меловых динозавров и древнейших млекопитающих, оказалась сокровищницей палеонтологических богатств. По масштабам нэмэгэтинская группа местонахождений динозавров и местонахождение плиоценовых млекопитающих Алтан-Тээли в Западной Монголии — безусловно, одни из крупнейших в Старом свете.
Экспедиция не только собрала громадный материал в количественном отношении (460 ящиков-монолитов, весящих более 120 тонн), но и богатейший по своему качественному разнообразию и в то же время превосходный по своей сохранности.